# Алт
Алт (од лат. altus висок, итал. Contralto, фр. Alto, hautecontre) је најдубљи женски глас који се по висини може сместити између мушког тенора и женског мецосопрана. Регистар овог гласа типично иде од f или g до g2, екстремно до h♭2.Глас типично има највећи квалитет у опсегу а-а1, или h-h1.
Јако висок мушки глас, сродан алту, назива се контратенор.
Најпознатије алт оперске певачице су: Маријан Андерсон, Ирина Архипова, Кетлин Фериер и Лиза Џерар.

## Оперске улоге
Певачице које се могу сврстати у ову категорију су ретке, а ретке су и оперске улоге које су написане за њих. Њихове оперске улоге често преузимају мецосопрани са ниским регистром.
- Азучена* (Трубадур, Ђузепе Верди)
- Ерда (Рајнско злато, Зигфрид, Рихард Вагнер)
- Лукреција (Силовање Лукреције, Бенџамин Бритн)
- Магдалена* (Риголето, Ђузепе Верди)
- Мама Луција (Кавалерија рустикана, Пјеро Маскањи)
- Маргарета, Воцек, Албан Берг)
- Марија (Летећи Холанђанин, Рихард Вагнер)
- Олга* (Евгеније Оњегин, П. И. Чајковски)
- Орсини (Лукреција Борџија, Гаетано Доницети)
- Орфеј (Орфеј и Еуридика, К. В. Глук)
- Паулина (Пикова дама, П. И. Чајковски)
- Росина*, (Севиљски берберин, Ђоакино Росини)
- Танкреди (Танкреди, Ђоакино Росини)

* улогу може певати и мецосопран